# Théza
Théza là một xã trong tỉnh Pyrénées-Orientales, vùng Occitanie phía nam nước Pháp. Xã Théza nằm ở khu vực có độ cao trung bình 10 mét trên mực nước biển.